# Siegfried Höfer
Siegfried Höfer (* 22. März 1931 in Leipzig; † 1. Januar 2019 in ebenda) war ein deutscher Maler.

## Leben und Werk
Höfer absolvierte nach dem Schulabschluss in Leipzig von 1947 bis 1950 eine Ausbildung zum Friseur. 1956 erwarb er den Meistertitel. Daneben besuchte er von 1948 bis 1949 an der Volkshochschule Mal- und Zeichenkurse bei den Bildhauern Max Alfred Brumme (1891–1968) und Klaus Bönnighausen (1933–1998). Anregungen erhielt er auch von Walter Bodenthal und den Malern Gerhard Opitz (1926–1978) und Heinz Müller. Von 1986 bis 1990 besuchte er die Abendakademie der Hochschule für Grafik und Buchkunst Leipzig bei Fritz Fröhlich und Heinz Müller.
Eine akademische Ausbildung hatte Höfer nicht. Er unterhielt in Leipzig einen Friseursalon in der Eythraer Straße 26, betätigte sich aber intensiv als Maler und Zeichner. Ab 1983 hatte er auch eine Anzahl von Ausstellungen. Ab 1989 arbeitete er als freiberuflicher Künstler. 1991 wurde er Mitglied des Bunds Bildender Künstler Leipzig.
Höfers neoveristische Ölbilder erinnern an Arbeiten von Kurt Dornis und Günter Thiele.
Höfer war verheiratet mit Traudel Höfer.

## Ausstellungen (unvollständig)
- 1983: Leipzig, Stadtarchiv
- 1987: Prag, Medizinisches Institut der Universität Prag
- 2002: Leipzig, Begegnungsstätte Klub Gshelka
- 2002: Schkeuditz, Art kapella Schkeuditz
- 2002: Leipzig, Helmholtz-Zentrum für Umweltforschung – UFZ